# Kasteel van Fontaine-l'Évêque

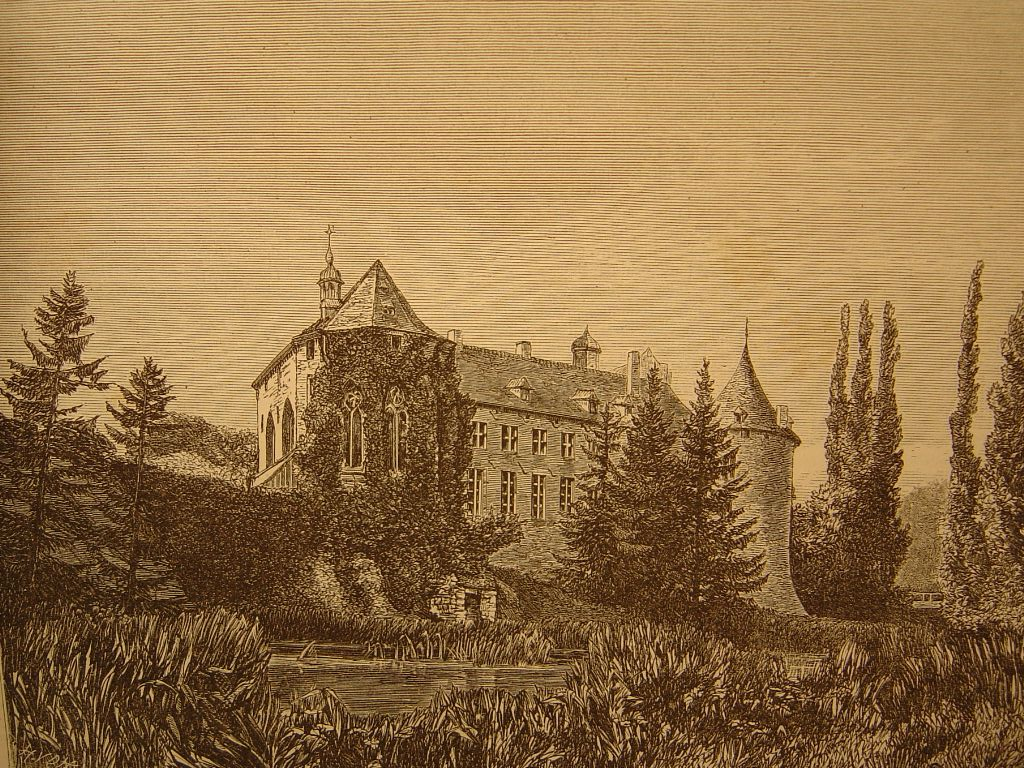
Gravure van het kasteel uit L'Illustration Européenne

Het Kasteel van Fontaine-l'Évêque (Frans: Château de Fontaine-l'Évêque, ook wel Château Bivort) is een kasteel te Fontaine-l'Évêque in de Belgische provincie Henegouwen.

## Geschiedenis
Het kasteel werd in de 13e eeuw opgetrokken in opdracht van Nicolaas III van Fontaines, bisschop van Kamerijk. Na zijn dood werd het geërfd door zijn zuster, de vrouw van Baudouin de Hennin-Liétard. Later kwam het in handen van beroemde families als de Hamals, Herzelles en Rodoans. In de 17e en 18e eeuw werd het compleet gerestaureerd en kreeg het een meer verfijnd interieur. In de 19e eeuw volgde een nieuwe renovatie door de familie Bivort de la Saudée. Ze deden hiervoor een beroep op architect Auguste Cador.
Na de Tweede Wereldoorlog kocht de gemeente het gebouw aan (1946). Het ging dienstdoen als gemeentehuis.